# 크리스 워런 주니어
크리스 워런 주니어(Chris Warren, Jr., 1990년 1월 15일 ~ )는 미국의 배우이다.

## 출연 작품
- 더 하드 타임즈 오브 RJ 버거 (2010)
- 앨빈과 슈퍼밴드 2 (2009)
- 하이 스쿨 뮤지컬: 졸업반 (2008)
- 하이 스쿨 뮤지컬 2 (2007)
- 하이 스쿨 뮤지컬 (2006)
- 아메리칸 건 (2005)
- 러브 앤 베스킷볼 (2000)
- 맨 오브 오너 (2000)
- 비앤비 (1987)